# Polygala senensis
Polygala senensis är en jungfrulinsväxtart som beskrevs av Kl.. Polygala senensis ingår i släktet jungfrulinssläktet, och familjen jungfrulinsväxter. Inga underarter finns listade i Catalogue of Life.